# ثوران جبل سانت هيلين سنة 1980
في 18 مايو 1980 حدث ثوران بركاني كبير في جبل سانت هيلين، وهو بركان يقع في ولاية واشنطن بالولايات المتحدة في الغرب المطل على المحيط الهادي. هذا الثوران (وهو ثوران بقوة 5 على مؤشر التفجر البركاني) هو أول ثوران ذو أهمية كبيرة في الولايات المتحدة الـ 48 المتجاورة في صلب القارة الأمريكية الشمالية منذ ثوران قمة لاسين في سنة 1915 في كاليفورنيا، وقد سبق الثوران سلاسل من الزلازل وحلقات تنفيث البخار لمدة شهرين بسبب دخول الصهارة إلى عمق ضحل تحت البركان الذي خلق إنتفاخ ضخم ونظام كسر على المنحدر الشمالي للجبل.
في صباح يوم الأحد 18 مايو 1980 حدث زلزال في الساعة 8:32:17 بالتوقيت المحلي (7-ت ع م) تسبب في ضعف كامل للجانب الشمالي الذي انزلق بعيدًا وأدى إلى حدوث أكبر انهيار أرضي تم تسجيله على الإطلاق، مما أدى إلى تفجير خليط ساخن من الحمم والصخور المفتتة القديمة باتجاه بحيرة سپيريت [الإنجليزية] بسرعة كبيرة حيث أنها تخطت سرعة انهيار الجانب الشمالي.
وصل ارتفاع عمود الرماد إلى 24 كم (15 ميل/80,000 قدم) في الغلاف الجوي وسقط الرماد البركاني في 11 ولاية، وفي نفس الوقت ذاب الجليد والثلوج والعديد من المثلجات الأخرى مشكلة سلسلة من التدفقات الطينية البركانية الكبيرة التي وصلت إلى نهر كولومبيا، ما يقرب من 80 كم (50 ميل) إلى الجنوب الغربي، واستمرت التفجرات بشكل أقل حدة في اليوم التالي، وتلا ذلك عدة ثورات كبيرة ولكنها ليست مدمرة لاحقًا في ذلك العام.
قُتل تقريبًا 57 شخص بشكل مباشر منهم هاري آر. ترومان والمصوران ريد بلاكبيرن وروبرت لاندسبرج والجيولوجي ديڤيد إيه. جونستون. المئات من الأميال المربعة تحولت إلى أراض قاحلة مما تسبب في خسائر تُقدر بأكثر من مليار دولار أمريكي (3.03 مليار دولار في 2017) وقُتلت آلاف الحيوانات، وأصبح جبل سانت هيلين تعلوه فوهة على جانبه الشمالي. في وقت الثوران كانت قمة البركان مملوكة لسكة حديد برلينجتون الشمالية، ولكن بعد ذلك انتقلت الأرض إلى دائرة الولايات المتحدة للغابات. تم الحفاظ على المنطقة بعد ذلك كما كانت في نصب جبل سانت هيلين الوطني البركاني.

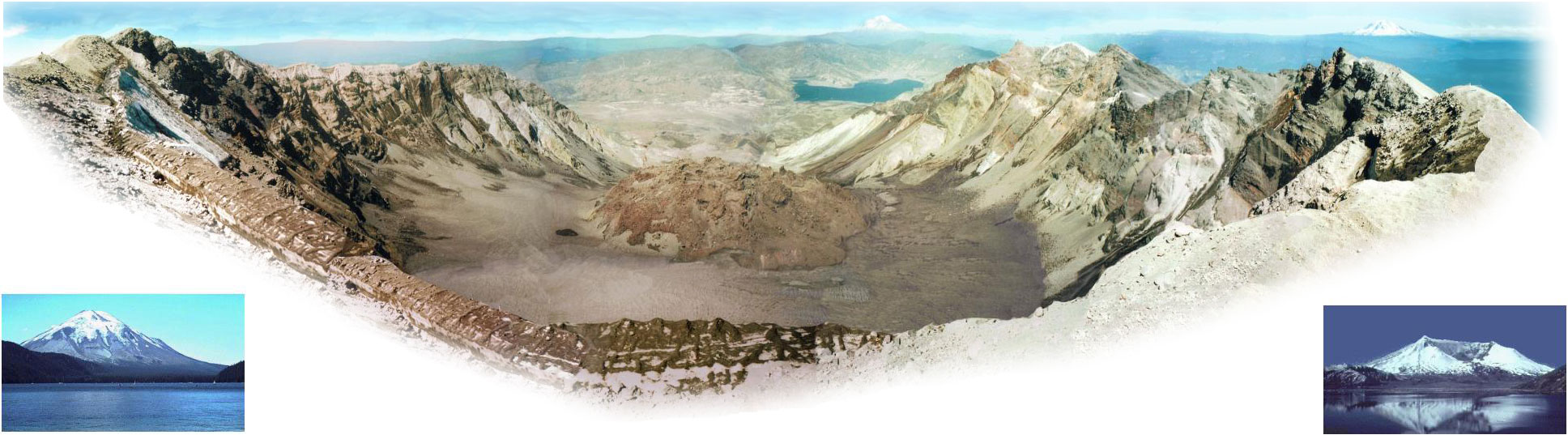
صورة مونت سان هيلين في اتجاه الشمال. الصورة إلى اليسار هي صورته قبل الإنفجار ، والصور إلى اليمين تبينه بعد الإنفجار.